# Bartow County
Das Bartow County ist ein County im Bundesstaat Georgia der Vereinigten Staaten. Der Verwaltungssitz (County Seat) ist Cartersville.

## Geographie
Das County hat eine Fläche von 1.218 Quadratkilometern, wovon 28 Quadratkilometer Wasserfläche sind. Es grenzt im Uhrzeigersinn an folgende Countys: Cherokee County, Cobb County, Paulding County, Polk County, Floyd County und Gordon County.
Das County ist Teil der Metropolregion Atlanta.

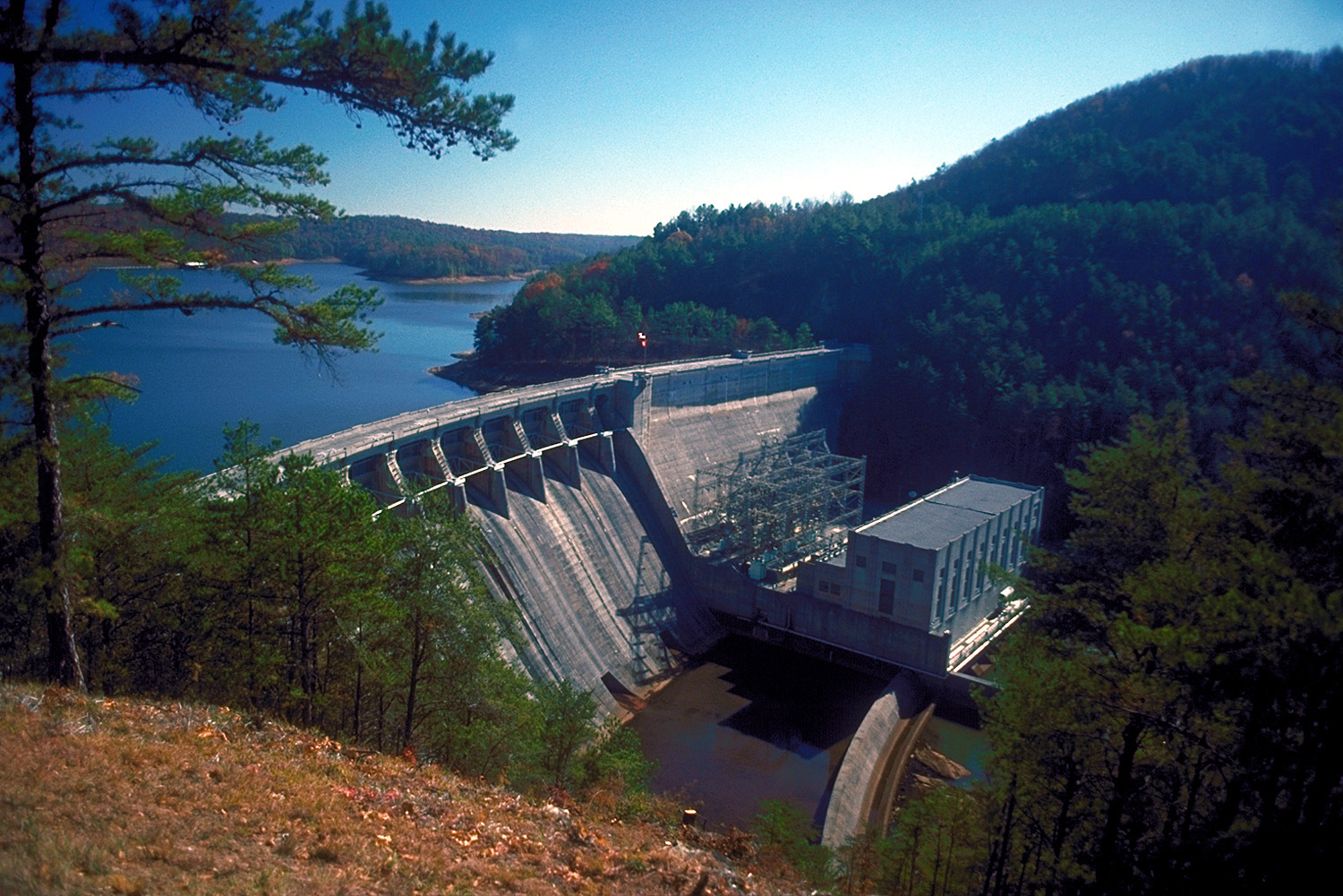
Allatoona Damm und See am Etowah River
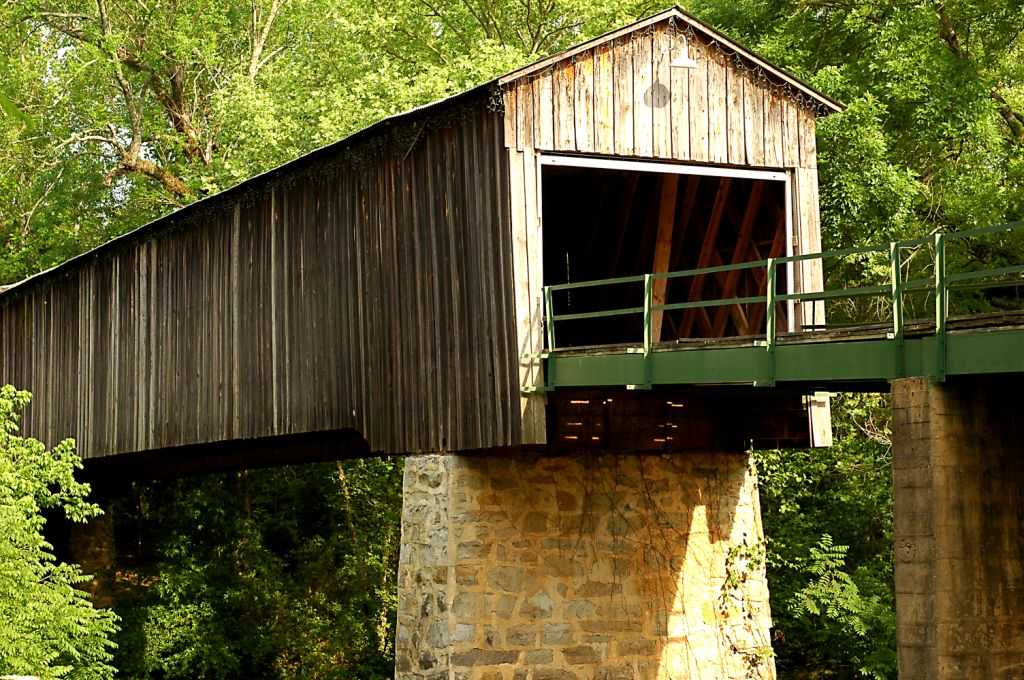
Euharlee Covered Bridge

## Geschichte
Am 3. Dezember 1832 wurde das „Cass County“ gebildet und am 6. Dezember 1861 in Bartow County umbenannt. Die ersten Spuren menschlicher Ansiedlungen stammen aus der Zeit 10.000 v. Chr. Die erste historische Dokumentation stammt aus 1540 durch die Eroberung durch DeSoto. Nach der Vertreibung der Mississippi-Indianer ließen sich die Creek-Indianer hier nieder, bis auch sie von den Cherokee-Indianern vertrieben wurden. Diese lebten bis Ende des 18. Jahrhunderts in diesem Gebiet. Trotzdem waren die Tage der Indianer ab 1828 gezählt, als man im Norden Georgias die ersten Goldfunde machte. Der Staat Georgia eignete sich das Land der Indianer an und bildete 10 Countys, von denen eines das Cass County war. Das County wurde zu Ehren des Generals Lewis Cass benannt, der in New Hampshire geboren war und während des Krieges als Sekretär unter dem Präsidenten Andrew Jackson gedient hatte.
Die Kreisstadt hieß Cassville, hatte zwei Universitäten und den Obersten Gerichtshof Georgias ab 1846. Nach dem Bürgerkrieg wurde Cartersville Kreisstadt. Die Umbenennung in Bartow County erfolgte zu Ehren von Francis Bartow, der im Bürgerkrieg als Bundesgeneral gefallen war. Vor dem Bürgerkrieg war er Rechtsanwalt im Cass County. Nach dem Bürgerkrieg brachte die Eisenbahn den benötigten Aufschwung. Heute spielt die reiche Geschichte des Gebietes eine wichtige Rolle im Tourismus, die jedes Jahr Tausende von Touristen anzieht.

## Religion
Im Bartow County gibt es derzeit 8 verschiedene Kirchen aus 9 unterschiedlichen Konfessionen. Unter den zu einer Konfession gehörenden Kirchen ist die Baptistengemeinde mit 14 Kirchen am stärksten vertreten. Weiterhin gibt es 2 zu keiner Konfession gehörende Kirchen (Stand: 2004).

## Demografische Daten
Laut der Volkszählung von 2010 verteilten sich die damaligen 100.157 Einwohner auf 35.782 bewohnte Haushalte, was einen Schnitt von 2,77 Personen pro Haushalt ergibt. Insgesamt bestehen 39.823 Haushalte.
74,1 % der Haushalte waren Familienhaushalte (bestehend aus verheirateten Paaren mit oder ohne Nachkommen bzw. einem Elternteil mit Nachkomme) mit einer durchschnittlichen Größe von 3,20 Personen. In 39,8 % aller Haushalte lebten Kinder unter 18 Jahren sowie in 21,9 % aller Haushalte Personen mit mindestens 65 Jahren.
29,6 % der Bevölkerung waren jünger als 20 Jahre, 26,3 % waren 20 bis 39 Jahre alt, 28,5 % waren 40 bis 59 Jahre alt und 15,8 % waren mindestens 60 Jahre alt. Das mittlere Alter betrug 36 Jahre. 49,4 % der Bevölkerung waren männlich und 50,6 % weiblich.
82,7 % der Bevölkerung bezeichneten sich als Weiße, 10,2 % als Afroamerikaner, 0,4 % als Indianer und 0,7 % als Asian Americans. 3,9 % gaben die Angehörigkeit zu einer anderen Ethnie und 2,1 % zu mehreren Ethnien an. 7,7 % der Bevölkerung bestand aus Hispanics oder Latinos.
Das durchschnittliche Jahreseinkommen pro Haushalt lag bei 48.306 USD, dabei lebten 16,3 % der Bevölkerung unter der Armutsgrenze.

## Kultur und Sehenswürdigkeiten

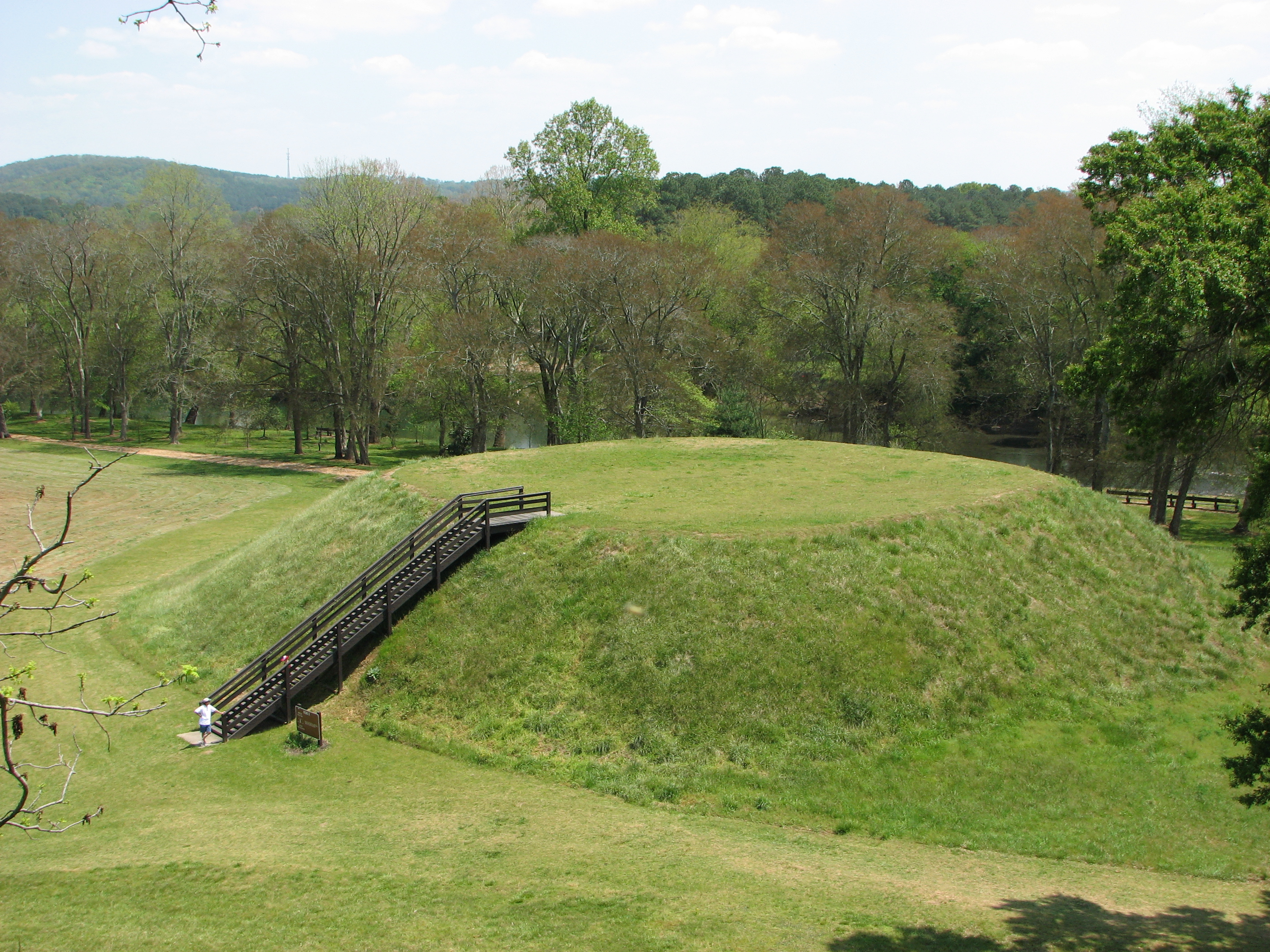
Mound B der Etowah Mounds (2007). Die Anlage entstand in der ersten Hälfte des zweiten Jahrtausends und wird seit dem frühen 20. Jahrhundert archäologisch untersucht. Im Juli 1964 erhielt die Stätte den Status eines National Historic Landmarks zuerkannt. Im Oktober 1966 wurden die Etowah Mounds als erstes Objekt im County in das NRHP eingetragen.

21 Bauwerke, Stätten und Historic Districts („historische Bezirke“) im Bartow County sind im National Register of Historic Places („Nationales Verzeichnis historischer Orte“; NRHP) eingetragen (Stand 14. April 2023), wobei die archäologische Fundstätte Etowah Mounds den Status eines National Historic Landmarks („Nationales historisches Wahrzeichen“) hat.

## Orte im Bartow County
Orte im Bartow County mit Einwohnerzahlen der Volkszählung von 2010:
Cities:
- Adairsville – 4.648 Einwohner
- Cartersville (County Seat) –  19.731 Einwohner
- Emerson – 1.470 Einwohner
- Euharlee – 4.136 Einwohner
- Kingston – 637 Einwohner
- White – 670 Einwohner

Town:
- Taylorsville – 213 Einwohner